# Ley de Pavón
La Ley de Pavón fue un instrumento legal aprobado el 16 de septiembre de 1852 en Guatemala el cual entregó la enseñanza guatemalteca a la tutela de la Iglesia Católica. La ley no indicaba de manera precisa el sistema gradual de la enseñanza primaria, pretendía que el poder era de origen divino y por ello los niños debían absoluto respeto a sus superiores, y no contenía los principios necesarios para aprender de ciencias naturales ni sociales; era pues, un retorno a la educación contemplada en las antiguas leyes de España en cuestiones de Instrucción Pública. Manuel Francisco Pavón Aycinena, uno de los líderes del Clan Aycinena y consejero del presidente Rafael Carrera fue responsable de esta ley -de allí que se llame ley de Pavón-; por esta razón, los historiadores liberales que surgieron a partir de 1871 lo acusaron de ser el responsable del movimiento pedagógico retrógrado que se vivió en Guatemala durante ese tiempo.

## Descripción

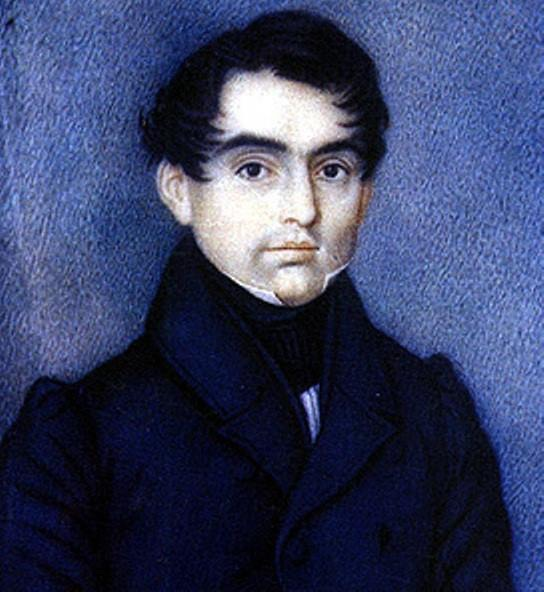
Manuel Francisco Pavón Aycinena, autor de la Ley de Pavón.

Por iniciativa de Manuel Francisco Pavón se entregó la enseñanza a la tutela de la Iglesia Católica por medio de la Ley de Pavón, que se promulgó el 16 de septiembre de 1852; de acuerdo a los liberales, este instrumento legal significó un retroceso en la educación guatemalteca ya que otros pueblos seguían las ideas de la Ilustración que se inició a finales del siglo xviii.
La Ley de Pavón enfatizaba que el fundamento de una sólida enseñanza consistía en el aprendizaje de la doctrina de la religión y la moral inculcándole a la juventud desde sus primeros años, así como inculcar el respeto que deben observar para con sus mayores, a los funcionarios y a las autoridades. La ley fue revisada por el Consejo de Ministros y aprobada por el arzobispo metropolitano;  establecía en cada parroquia por lo menos dos escuelas de primeras letras, una para niños y otra para niñas, tenían el nombre de la parroquia que las albergaba y eran inspeccionadas por una comisión compuesta del cura párroco, de una persona nombrada por el Ayuntamiento y un vecino del lugar electo por el cura párroco y por el miembro nombrado por el Ayuntamiento. La comisión era la encargada de nombrar a los maestros quienes debían luego ser aprobados por el gobierno, previo consentimiento del corregidor, de la dirección de las escuelas y de la administración de fondos;  también le correspondía a la comisión vigilar el buen funcionamiento de las escuelas.  La ley especificaba que los maestros debían ser ejemplo para los alumnos y recomendaba que los escogidos fueron de reconocida religiosidad, buenas costumbres, instrucción suficiente, carácter moderado y trato cortés; y por otro lado, no especificaba el nivel de preparación pedagógica que debían tener los maestros. Es más, la Ley de Pavón no contempló la formación de maestros en ningún tipo de escuela específica para su preparación lo que generó un estancamiento educativo que solamente los autodidactas lograron traspasar con éxito.

### Preceptos
Los estudios para los niños varones incluían: Cartilla de la doctrina cristiana, moral y urbanidad del canónigo ultraconservador español Juan Escoiquiz -texto que se aprendía de memoria-, el catecismo del padre Jerónimo Martínez de Ripalda -que también se memorizaba-, escritura y las cuatro primeras reglas de la aritmética.  Para las niñas, además de lo que aprendían los varones, se incluía instrucción para bordar, economía doméstica y cocina.
Cada escuela tenía que ponerse bajo la protección de un santo cuya efigie estaba en un altar a donde llegaba y se arrodillaba cada niño todos los días al entrar a la escuela para invocar su protección. Cada año se celebraba al santo patrono y los domingos y fiestas de guardar los niños asistían a misa, entrando a la iglesia en fila y llevando el estandarte del santo de su escuela.
El control individual de los alumnos incluía el nombre, el apellido, nombres de los padres, residencia, edad, fecha de ingreso a la escuela, registro del progreso en el aprendizaje, faltas a la disciplina, ausencias, aplicación, castigos de que hubiesen sido objeto, conducta, premios recibidos, capacidades especiales y todo aquello que fuera importante para el historial.  En cuanto a la armonía entre maestro y alumnos, la ley recomendaba evitar familiarizarse entre ambos para que no se perdiera el respeto que debería existir e incluso recomendaba que todos los alumnos vistieran igual y que todos guardaran la misma distancia del maestro.
El horario de clases tenía dos jornadas: de ocho de la mañana a doce del mediodía y de tres a cinco de la tarde; los jueves y domingos por la tarde los alumnos pasaban a la iglesia a rezar y para que el párroco los examinara sobre la doctrina católica.  Había dos exámenes: en el mes de mayo se hacía el de lectura, doctrina cristiana y estado de la escuela, mientras que los de diciembre eran sobre todos los ramos de la enseñanza; a los exámenes acudían los funcionarios superiores, quienes repartían premios a los alumnos distinguidos. Todo aquel alumno que se distinguía por su capacidad podía ser empleado por el párroco como acólito.
El gobierno estaba facultado a ascender a los que laboraban en las escuelas y si alguien quería abrir una escuela, liceo o colegio particular tenía que recibir la aprobación del ministerio del interior.

## Efectos de su aplicación
La ley contemplaba un sistema de celadores que controlaba la disciplina, la asistencia y las cuestiones de salud; en caso de inasistencia, los celadores averiguaban la razón de la misma e incluso visitaban la residencia de los niños para informarse mejor al respecto. Estos celadores aseguraban la regularidad de los cursos y ayudaban a mantener la disciplina, la puntualidad y la salud de las escuelas, manteniendo a la vez un lazo de unión entre las familias y las escuelas. En cuanto a los fondos, estos provenían del corregidor departamental, de las municipalidades y de un impuesto mensual que recibía la comisión de cada parroquia de los vecinos pudientes;  estos fondos no eran fijos y dejaban a las escuelas en precarias condiciones económicas.
Los efectos de la ley fueron beneficiosos para el gobierno conservador, pues alcanzó un efectivo adoctrinamiento que prácticamente cayó en un fanatismo católico que obstaculizó el desarrollo de nuevas ideas.

## Ratificación
En 1854 se estableció el Concordato entre el presidente de la República de Guatemala - capitán general Rafael Carrera- y la Santa Sede, el cual fue suscrito en 1853 y ratificado por ambas partes en 1854. Por medio de éste, Guatemala otorgaba la educación del pueblo guatemalteco a las órdenes regulares de la Iglesia Católica definitivamente, se comprometía a respetar las propiedades y los monasterios eclesiásticos, autorizaba el diezmo obligatorio y permitía que los obispos censuraran lo que se publicaba en el país; a cambio de ello, Guatemala recibía gracias para los miembros del ejército, permitía que quienes hubiesen adquirido las propiedades que los liberales habían expropiado a la Iglesia en 1829 las conservaran, percibía impuestos por lo generado por las propiedades de la Iglesia, y tenía el derecho de juzgar con las leyes guatemaltecas a los eclesiásticos que perpetraran crímenes. El concordato mantenía la relación estrecha entre Iglesia y Estado y estuvo vigente hasta la caída del gobierno conservador del mariscal Vicente Cerna y Cerna.